# Women’s Rugby Club Innsbruck
Der Women’s Rugby Club Innsbruck (WRCI) ist eine Rugby-Union-Damenmannschaft aus Innsbruck, Tirol. Gegründet wurde der WRCI im Februar 2006. Heimspiele finden meist in Patsch statt.

## Geschichte
Im Sommer 2005 stand die jetzige Präsidentin, Andrea Dablander, am Spielfeldrand und verfolgte ein Herrenspiel. Als ein Spieler verletzt vom Feld getragen wurde, sprang sie kurzerhand für diesen ein. Einige Spiele später beschloss sie, eine Damenmannschaft ins Leben zu rufen. Im Februar 2006 wurde der Grundstein für die erste Innsbrucker Rugby-Damenmannschaft gelegt.
Obwohl Rugby in Tirol als eine absolute Randsportart gilt, gelang es bis September 2006, eine Mannschaft zusammenzustellen und Spiele zu bestreiten.

## Aktuelles und Ausblick
Die Damenmannschaften in Österreich spielen 7er-Rugby anstatt 15er. Das bedeutet, dass nur 7 anstatt der regulären 15 Spielerinnen pro Mannschaft spielen. Dadurch wird das Spiel kürzer, rasanter und ballintensiver.
Zurzeit ist der WRCI in der österreichischen Bundesliga vertreten. Mit aktuell rund 15 aktiven Spielerinnen ist der Women’s Rugby Club Innsbruck, nach zweijähriger Pause ab der Saison 2011/12 aufgrund von akutem Mangel an Spielerinnen, wieder stark im Wachstum.
Noch spielt Rugby in Tirols Sportgeschehen eine untergeordnete Rolle. Primäres und langfristiges Ziel des WRCI ist es, Frauen-Rugby in Tirol zu etablieren und das Sportgeschehen Tirols/Österreichs um einen attraktiven Mannschaftssport für Frauen zu erweitern.
Vorbild sind Länder wie England, Frankreich, Australien, Neuseeland und Südafrika, in denen Rugby seit Jahrzehnten Volkssport ist.

## Ergebnisse
Bundesliga Damen – Saison 2016/17
1. RU Donau Wien I
2. RU Donau Wien II
3. RC Graz

Bundesliga Damen – Saison 2015/16
1. RU Donau Wien I
2. WRC Innsbruck
3. RC Graz

Bundesliga Damen – Saison 2014/15
1. RU Donau Wien I
2. RC Graz
3. WRC Innsbruck

Bundesliga Damen – Saison 2013/14
1. RU Donau Wien I
2. Spartans DRUC Melk
3. RC Graz

Bundesliga Damen – Saison 2010/11
1. WRU Schönbrunn
2. WRC Innsbruck
3. WRC Graz

7er-Frauenmeisterschaft Saison 2007/2008 (Stand: 26. Oktober 2007)
1. FRU Schönbrunn
2. WRC Innsbruck
3. RUFC Graz

Saison Challenge Cup 2006/07
1. RC Donau
2. WRC Innsbruck
3. RUFC Graz
4. Vienna Celtic RFC